# Доннелли, Стивен
Сти́вен Дже́рард До́ннелли (англ. Steven Gerard Donnelly; род. 7 сентября 1988, Баллимина) — ирландский боксёр, представитель средних и полусредних весовых категорий. Выступал за сборные Ирландии и Северной Ирландии по боксу на протяжении 2010-х годов, дважды бронзовый призёр Игр Содружества, участник летних Олимпийских игр в Рио-де-Жанейро, победитель и призёр турниров международного значения. С 2018 года боксирует на профессиональном уровне.

## Биография
Стивен Доннелли родился 7 сентября 1988 года в городе Баллимина графства Антрим, Северная Ирландия.

### Любительская карьера
Представлял Северную Ирландию на Играх Содружества 2010 года в Нью-Дели, но выбыл из борьбы за медали уже на предварительном этапе первой полусредней весовой категории, проиграв со счётом 0:10 австралийцу Люку Вудсу. Сразу после поражения он был исключён из сборной за употребление алкоголя и нарушение дисциплины в деревне спортсменов — из-за этого инцидента он в течение двух лет не выступал на соревнованиях по боксу.
На следующих Играх Содружества 2014 года в Глазго Доннелли вновь взяли в североирландскую команду. На сей раз он победил в полусреднем весе троих соперников и получил бронзовую медаль.
В 2015 году регулярно боксировал в матчевых встречах лиги World Series of Boxing, представляя команду «Польские гусары». Выиграл здесь пять боёв, дважды проиграл.
Заняв в рейтинге WSB четвёртое место, Доннелли не мог рассчитывать на попадание в число участников летних Олимпийских игр 2016 года в Рио-де-Жанейро, поскольку лицензию получали только два первых боксёра. Однако двое из тех, кто находился выше него в рейтинге, получили лицензию другими способами, поэтому в конечном счёте Стивен всё же оказался в олимпийской сборной Ирландии. Выступая в категории до 69 кг, он благополучно прошёл первых двоих соперников по турнирной сетке, алжирца Зохира Кедаша и монгола Бямбына Тувшинбата, тогда как третьем четвертьфинальном бою раздельным решением судей потерпел поражение от марокканца Мохаммеда Рабии.
В 2017 году в составе сборной Ирландии боксировал на чемпионате Европы в Харькове, уступив в 1/16 финала россиянину Сергею Собылинскому.
Выступал за Северную Ирландию на Играх Содружества в Голд-Косте, получив в зачёте средней весовой категории бронзовую награду.

### Профессиональная карьера
В августе 2018 года Стивен Доннелли успешно дебютировал на профессиональном уровне.